# Weymeria suffusa
Weymeria suffusa är en fjärilsart som beskrevs av Jordan 1913. Weymeria suffusa ingår i släktet Weymeria och familjen nattflyn. Inga underarter finns listade i Catalogue of Life.